# 5343 Рижов
5343 Рижов (5343 Ryzhov) — астероїд головного поясу, відкритий 23 вересня 1977 року.
Тіссеранів параметр щодо Юпітера — 3,586.